# Shivaïsme du Cachemire
Le shivaïsme du Cachemire (ou tradition Trika) est un courant non-dualiste du shivaïsme, dont il est une des deux branches principales, l'autre étant l'école dualiste Shaiva Siddhanta.
Il apparaît au VIIIe siècle au Cachemire avec Vasugupta. Ses adeptes sont à la recherche de l'extase, en méditant sur Shiva, Shakti et le spanda (« vibration »). Le shivaïsme du Cachemire enseigne que le monde est une expansion de Dieu et qu'en conséquence la réalisation doit s'obtenir au sein de la vie quotidienne. Abhinavagupta est l'un des principaux représentants de ce courant qui, loin d'être en opposition avec les textes āgama, en est le prolongement. Plusieurs écoles de ce courant pratiquent des rites tantriques.

## Différentes écoles

### DuVIIIeauXIIesiècle
Les origines de ce courant sont obscures. Après une phase de tradition orale supposée, le premier penseur à exposer par écrit les principes de la doctrine fut Vasugupta (VIIIe/début IXe), « grand mystique qui recherche Shiva par l'extase plus que par la voie métaphysique ». Il est à l'origine de l'école Spanda, et il a laissé deux ouvrages majeurs : les "Shiva Sutras" et les "Spanda Karikas".
L'école Krama est née au VIIIe siècle, basée sur un système très ritualiste.
Au IXe siècle, Somananda donne un fondement philosophique à la mystique de Vasugupta. Il décrit aussi « une nouvelle voie vers l'Absolu, qu'il nomme la « Reconnaissance » (Pratyabhijñā) », qui permet de saisir de manière intuitive et spontanée la Réalité ultime. Son disciple Utpaladeva développera cette doctrine dans son ouvrage Ishvara-pratyabhijna-karika (Versets sur la Reconnaissance du Seigneur).
L'école Kula (Kaula (en)), originaire d'Assam, fut introduite au Cachemire au IXe siècle. Elle est tantrique, tant par ses spéculations que par ses rituels et insiste sur « l'infinité et la liberté de la Conscience suprême ».
Abhinavagupta (Xe siècle) représente l'apogée de ce courant, il opère dans ses écrits une synthèse des différentes écoles précédentes. Il est considéré comme « l'un des sommets de l'expérience spirituelle et de la spéculation intellectuelle en Inde et même dans le monde. » Il reprend et décrit les pratiques érotico-mystiques tantriques de l'école Kula, notamment dans le chapitre 29 de son Tantraloka. Kshemaraja (Xe/XIe siècle), disciple de Abhinavagupta, sera un grand commentateur. Après lui, le courant déclinera de manière significative.
Au XIIe siècle, le shivaïsme du Cachemire connaît néanmoins une certaine diffusion dans l'Inde du Sud qui marquera la vie spirituelle et les rituels des grands temples.
Ces différentes écoles ont produit une littérature en langue sanskrite abondante.

### AuXXesiècle
La tradition d'Abhinavagupta s'est maintenue au Cachemire jusqu'au XXe siècle dans de petits cercles d'érudits et de mystiques, notamment Gopinath Kaviraja ou Swami Lakshman Joo décédé en 1991, auprès de qui sont venus étudier les grands spécialistes français du shivaïsme du Cachemire Lilian Silburn et André Padoux, ainsi que l'Anglais Alexis Sanderson (en).
L'école du Siddha Yoga créée par Swami Muktananda (décédé en 1982) se réclame de la tradition du shivaïsme du Cachemire. Swami Muktananda connaissait et appréciait beaucoup Swami Lakshmanjoo, il recommandait très souvent la lecture du Pratyabhijna Hrdayam, ouvrage majeur de Kshemaraja, il a notamment déclaré à ce sujet : "Une personne qui comprend ces 20 aphorismes n'a pas besoin d'en connaitre un vingt et unième. Il n'a besoin de rien savoir d'autre dans ce monde" . Bien que cette école puise aussi dans les textes classiques de l'hindouisme (comme la Bhagavad Gita et certaines Upanishad), selon Gurumayi, sa disciple et successeur à la tête de la lignée du Siddha Yoga, c'était sa philosophie préférée.

## Doctrine
Le monde manifesté émerge de l'Être suprême, par l’intermédiaire d'une vibration, sous la forme d'une transformation (vivarta) qui génère la manifestation de 36 « réalités fondamentales » (tattva). Le premier tattva est purement spirituel (cinmātra), parfois défini comme un « vide au-delà du vide » (śūnyātiśūnya).

### Les 36 tattva
Les 36 tattva (principes) sont communs à toutes les écoles du shivaïsme (voir agamas) et la plupart se retrouvent dans d'autres écoles hindoues. Nous donnons ici les définitions particulières de cette école[réf. souhaitée], comme suit :

#### Au-delà de la manifestation
- 1 : Shiva
- 2 : Shakti

#### La manifestation supra-mondaine (shuddha adhva)
- 3 : Sada Shiva
- 4 : Ishvara, le Seigneur
- 5 : Vidya, la connaissance pure

#### La manifestation mondaine
- 6 à 11 : Maya
- 12 : Purusha
- 13 : Prakriti
- 14 : Buddhi
- 15 : Ahamkara, l'ego
- 16 : Manas, le mental
- 17 à 21 : les cinq organes de perception (les cinq sens)
- 22 à 26 : les cinq organes d'action
- 27 à 31 : les cinq tanmātra
- 32 à 36 : l'éther (akasha) et les quatre éléments grossiers (eau, feu, terre, air).

### La reconnaissance de sa véritable nature
La libération de l'âme signifie la « reconnaissance » (pratyabhijñā) de sa vraie nature innée et pure recouverte par le voile de l'illusion de Māyā. Cette prise de conscience se fait par le yoga.

### Les textes majeurs du Shivaïsme du Cachemire
1. Les Shiva Sutras (Vasugupta, IXe siècle)
2. Les Spandas Karikas (Vasugupta, IXe siècle)
3. Le Pratyabijna Hrdayam (Kshemaraja, XIe siècle)
4. Le Vijnana Bhairava Tantra (anonyme, VIIIe siècle)